# Himik Dimitrovgrad
El Himik Dimitrovgrad (en búlgaro: Футболен клуб "Химик" (Димитровград)) fue un equipo de fútbol de Bulgaria que jugó en la Liga Profesional de Bulgaria, la primera división nacional.

## Historia
El club fue fundado en 1947 en la ciudad de Dimitrovgrad, Bulgaria, bajo el nombre de Torpedo Dimitrovgrad. Utilizó esa denominación hasta 1957, cuando fue renombrado como Rakovski Dimitrovgrad. En 1962, tras lograr el ascenso a la Liga Profesional de Bulgaria por primera vez en su historia, el club adoptó el nombre de Himik Dimitrovgrad.
La experiencia en la máxima categoría fue breve: el equipo finalizó en la última posición entre 16 participantes, lo que significó su inmediato descenso tras una única temporada en la élite del fútbol búlgaro.
En 1968, luego de descender de la segunda división, el club fue fusionado con su rival local FC Minyor para dar origen al nuevo FC Dimitrovgrad. Esta fusión marcó la disolución de la sección de fútbol de Himik Dimitrovgrad. Sin embargo, su sección de voleibol continuó en actividad bajo el mismo nombre.

## Cronología de nombres
- 1949-57: Torpedo Dimitrovgrad (en búlgaro: Торпедо (Димитровград))
- 1957-62: Rakowski Dimitrovgrad (en búlgaro: Раковски (Димитровград))
- 1962-68: Himik Dimitrovgrad (en búlgaro: Химик (Димитровград))